# Верхнецимлянский
Верхнецимлянский — хутор в Чернышковском районе Волгоградской области.
Входит в состав Красноярского сельского поселения.

## География
В 5 км от хутора расположен региональный памятник природы Тюльпанный луг.

## Население
| 2010 |
| ---- |
| 19   |